# مسجد الرصاص (إشقودرة)
مسجد الرصاص ويُعرف أيضًا باسم مسجد بوشاتلي محمد باشا، هو مسجد تاريخي يقع في مدينة إشقودرة شمال غرب ألبانيا.

## التسمية
سُمِّي المسجد بالرصاصي لأن جميع قبابه كانت مغطاة بطبقة من الرصاص.

## التاريخ
بُني مسجد الرصاص عام 1773 على يد الباشا الألباني محمد بوشاتي، الذي أشرف على البناء شخصيًا وتحت رعايته المباشرة، إذ كان ينزل من مقر إقامته في قلعة روزافا لمتابعة تقدم الأعمال.[بحاجة لمصدر]
في القرن العشرين، تعرض المسجد لأضرار متكررة وسُرق الرصاص الذي كان يغطي قبابه بشكل تدريجي، حتى قام الجيش النمساوي عام 1916 بإزالة ما تبقى من الرصاص أثناء فترة الحكم النمساوي في ألبانيا.[بحاجة لمصدر]

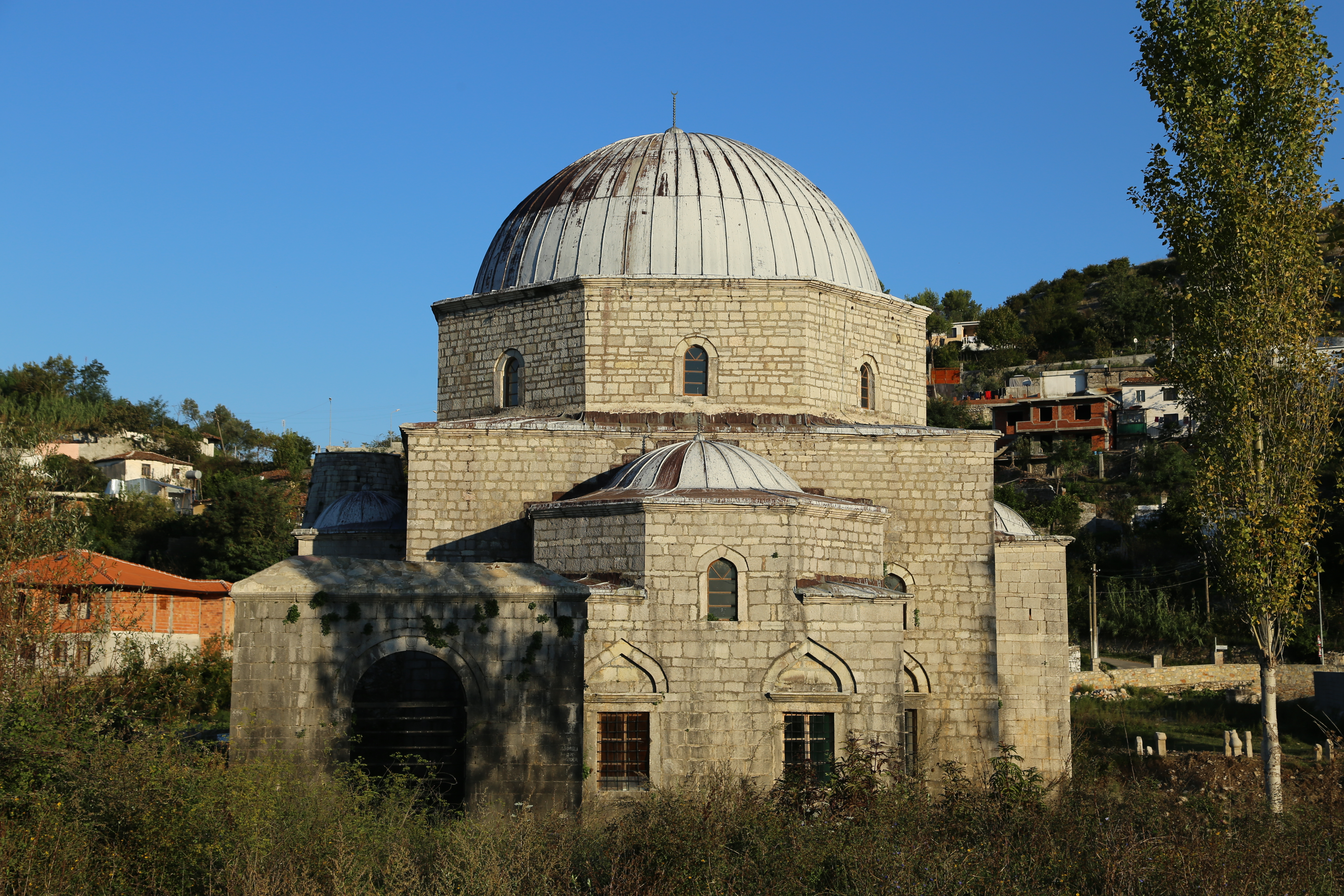
مسجد الرصاص.

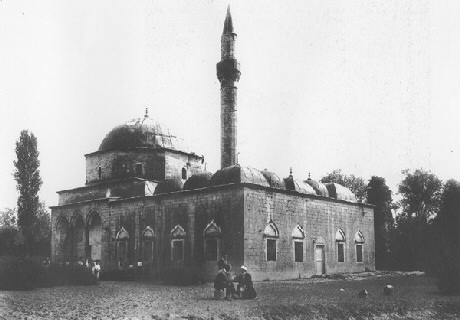
مسجد الرصاص 1967.

في عام 1967، دمر البرق مئذنته، التي أُعيد بنائها في عام 1920 على يد جلال بوشاتي. وفي نفس العام، أغلق النظام الشيوعي المسجد .[بحاجة لمصدر]
في 16 نوفمبر 1990، كان مسجد الرصاص أول المساجد في ألبانيا التي أُعيد افتتاحها بعد السماح بممارسة الشعائر الدينية وفتح المساجد مجددًا للعبادة. أقام حافظ صبري كوتشي أول تجمع ديني في المسجد بعد مرور 23 عامًا على إغلاقه.

## الوصف
يمتاز مسجد الرصاص بتصميمه المعماري العثماني الذي يختلف عن غالبية المساجد الأخرى في ألبانيا ذات الطابع العربي. ويعكس المسجد أسلوب العمارة العثمانية الكلاسيكية الذي اشتهرت به إسطنبول وتركيا، والذي أبدعه المعماري معمار سنان في القرن السادس عشر. بُني المسجد من حجارة منحوتة متساوية الحجم تقريبًا.

## الترميم
تسببت الفيضانات الموسمية في إلحاق أضرار متكررة بمسجد الرصاص عبر الزمن. وخضع المسجد لعدة عمليات ترميم على مدار تاريخه، كان أبرزها في الأعوام 1863 و1920 و1963.[بحاجة لمصدر]
وفي 15 يوليو 2021، مولت الحكومتان الألبانية والتركية عملية ترميم جديدة للمسجد.